# مدولای کلیه
مدولای کلیه یا درون‌بخش گُرده (به انگلیسی: Renal medulla) درونی‌ترین بخش کلیه است. مدولای کلیه به بخش‌هایی معروف به هرم کلیوی تقسیم می‌شود. خون از طریق سرخرگ کلیه وارد کلیه می‌شود که در مدولای کلیه به شکل سرخرگچه‌های کمانی‌شکلی تقسیم می‌شود که خودشان نیز به سرخرگچه‌های لوبی (در واقع ترجمه دقیق‌تر سرخرگچه‌های لوبچه‌ای است) تقسیم می‌شوند و در آخر به کلافک یا گلومرول می‌رسند. در کلافک سرم از خون جذب کلافک می‌شود که این جریان در توبول‌های کلیوی تا هنگام رسیدن محلول به میزنای ادامه خواهد یافت.
مدولای کلیه شامل ساختارهای نفرونی است که مسئول حفظ توازن نمک و آب در خون هستند. خون در کلافک‌ها بر اساس اندازهٔ املاح تصفیه می‌شود. یون‌هایی مانند سدیم، کلرید، پتاسیم و کلسیم و همچنین قندها می‌توانند به راحتی از تصفیه عبور کنند. پروتئین‌ها از طریق تصفیه کلافکی به دلیل اندازه بزرگشان عبور داده نمی‌شوند، و در مایع تصفیه شده یا ادرار ظاهر نمی‌شوند مگر اینکه بیماری پوشینه‌های کلافکی نفرون‌ها را تحت تأثیر قرار داده باشد.

## نگاره‌ها

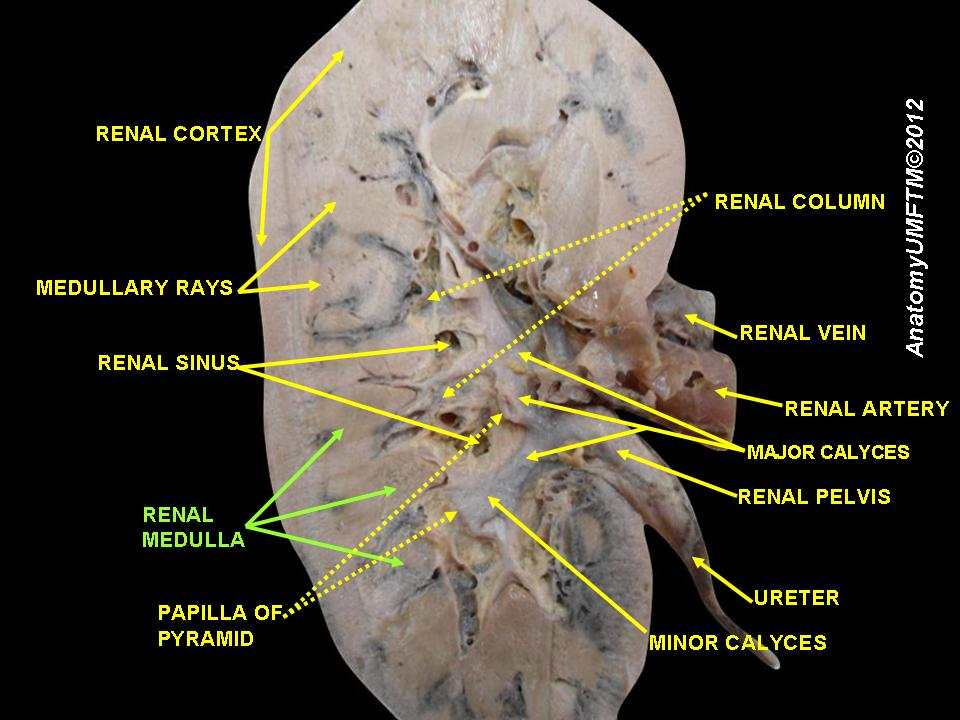
درون‌بخش کلیه
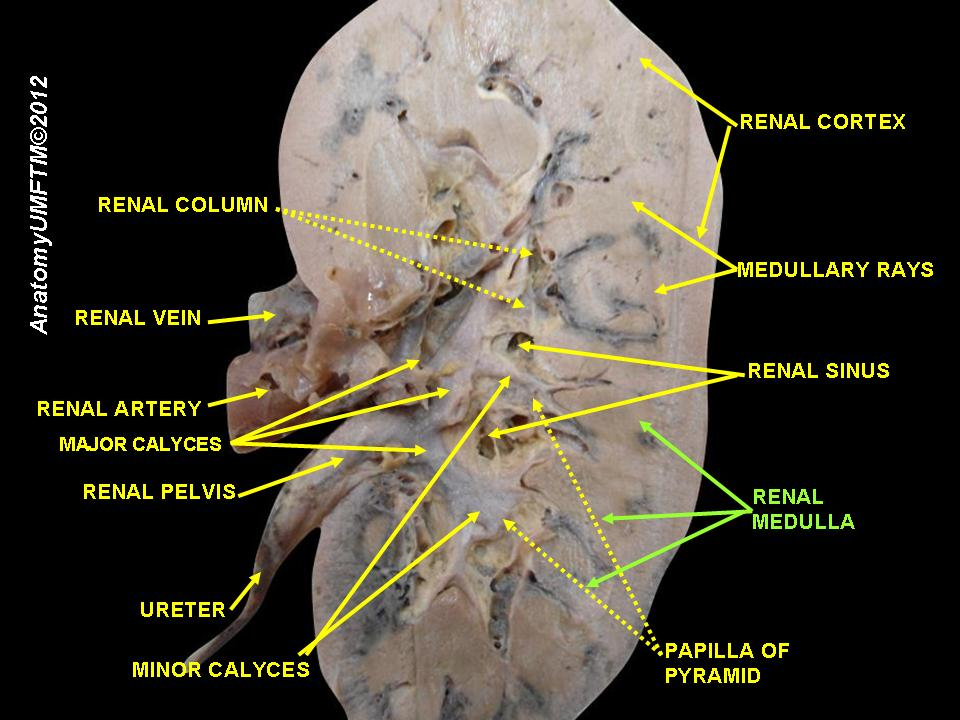
درون‌بخش کلیه